# 청담대교

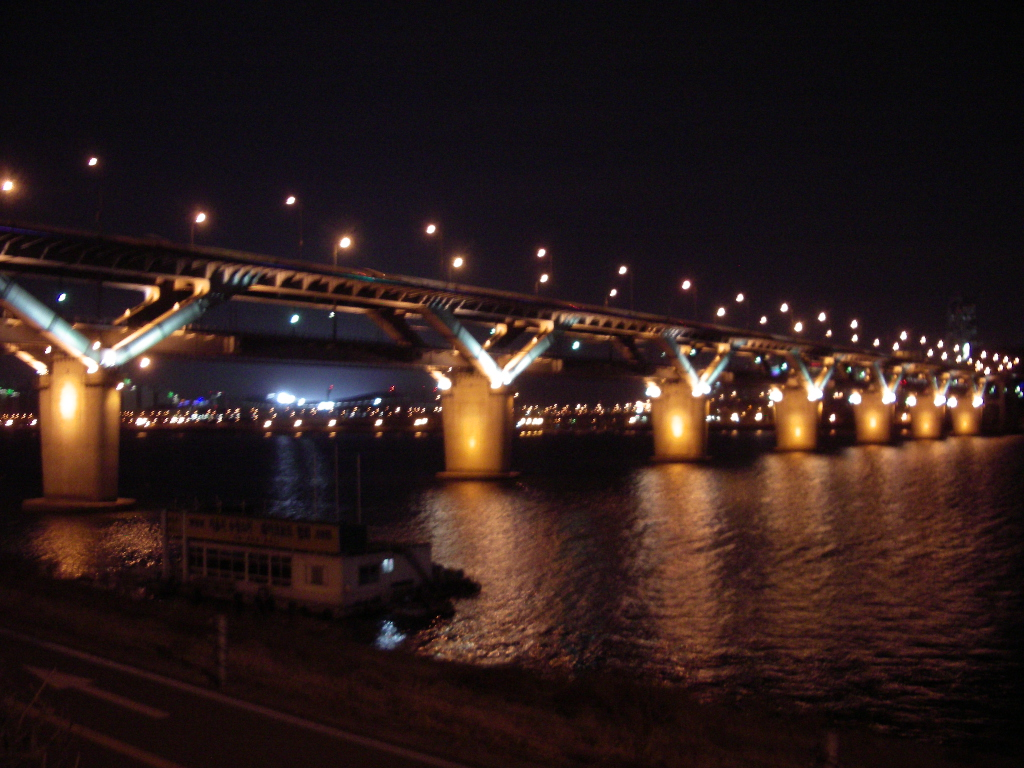
청담대교의 야경

청담대교 (淸潭大橋)는 서울특별시 광진구 자양동과 강남구 청담동, 삼성동 사이를 연결하는 폭 27m, 길이 1,211m의 다리이다. 이 다리는 복층 교량으로 아래층은 서울 지하철 7호선의 자양역과 청담역 사이를 잇는 철도교이고, 위층은 자동차전용 도로교이며, 동부간선도로의 일부분이다.

## 건설 배경
1989년 2기 지하철 계획이 세워질 때 현재의 청담대교 위치에 서울 지하철 7호선이 지나가는 하저터널을 계획한 것이 청담대교의 시초이다. 그러나 하저터널을 뚫으면 한강변에 환풍구(배기구)가 뚝섬유원지 쪽으로 솟아서 뚝섬유원지 인근에 대기오염이 발생되기 때문에 뚝섬유원지가 폐장될 것을 우려해 서울특별시 측이 하저터널 계획에 강력히 반대해 표면상으로는 토지보상 문제와 부족한 예산문제 이유를 들어서 하저터널은 취소되었다.
한편 1990년에 1기 신도시 개발과 맞물려 분당신도시와 강남 및 서울 도심의 연계를 위해 동부간선도로 강남 구간 (분당수서로) 및 강변북로와의 연계를 위한 한강 교량이 계획되고 있었다. 당시 올림픽대로 구간의 영동대교와 잠실대교간의 거리가 상당히 멀어 두 다리 사이가 교통정체구간에 속했기 때문에 동부간선도로 교량 역시 두 다리 사이에 두기로 하였고, 이에 따라 마침 하저터널 계획이 취소되고 철교로 추진될 7호선과 동부간선도로 한강 교량 계획이 합쳐졌다. 그러나 동호대교나 동작대교처럼 철교와 도로교를 같은 높이로 짓기에는 뚝섬유원지 방면 능동로 구간이 상당히 좁기 때문에, 청담대교는 1층은 7호선, 2층은 동부간선도로가 지나가는 복층식 교량으로 계획되었다.

## 개요
한강의 17번째 다리로, 이 교량이 개통으로 동부간선도로, 서부간선도로, 내부순환로, 강변북로, 올림픽대로 등 1단계 도시고속도로망 구축사업이 완료되었다. 극심한 체증을 빚었던 올림픽대로의 수서~김포간을 오가는 교통량이 강변북로로 분산되었다.
청담대교는 건대입구~청담동간을 연결하는 7호선과 강변북로~분당·수서간을 연결하는 도시고속도로(동부간선도로 남부구간)를 동시에 개통한 병행 교량이다.

## 연혁
- 1993년 12월 31일 : 착공[5]
- 1999년 12월 23일 : 도로교 개통[6]
- 2000년 6월 30일 : 청담대교 1.211km 구간을 자동차 전용도로로 지정[7]
- 2000년 8월 1일 : 서울 지하철 7호선 철도교 개통
- 2001년 1월 : 청담대교 ~ 건대입구역 간 연결교량 개통[8]

## 주변시설

### 뚝섬 한강공원
축구장, 농구장, 테니스장, 게이트볼장, 족구장, 체력단련장, 수영장, 수상스키장 등 운동시설과 음수대, 그늘막, 샤워실, 어린이 놀이터, 매점 등 편의시설이 있다.

### 뚝섬 전망문화 콤플렉스 (자벌레)
자벌레 형태로 꾸며진 문화 근린 생활시설로 미디어아트 전시, 디자인 서울갤러리, 한식당 등이 있으며, 뚝섬한강공원내 지하철 7호선 뚝섬유원지역 3번출구와 연계되어 있다.

## 관련사진

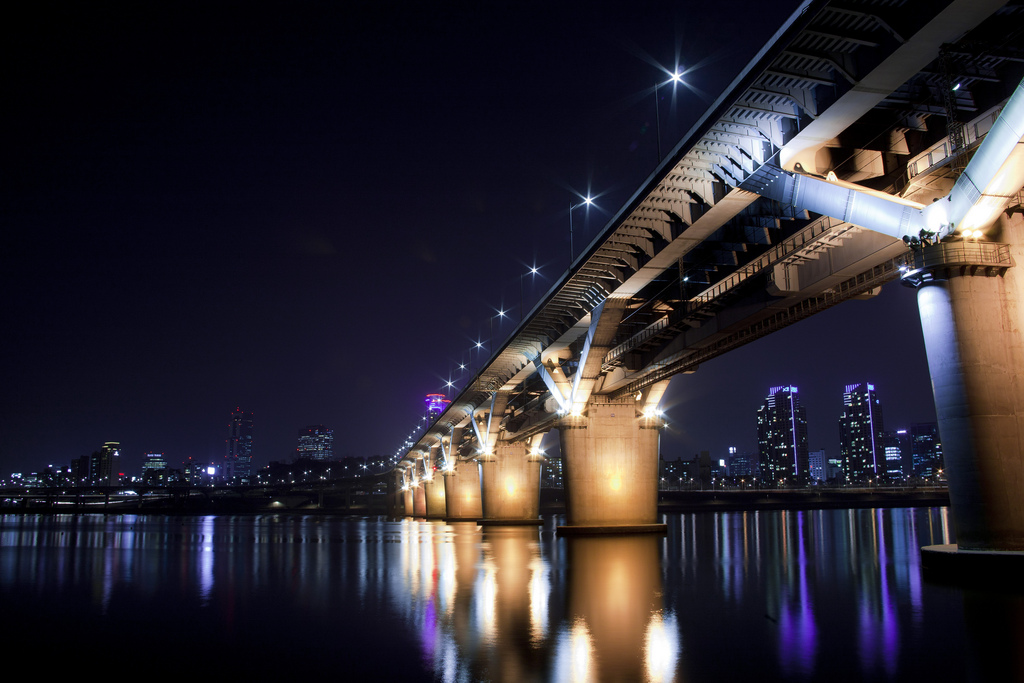
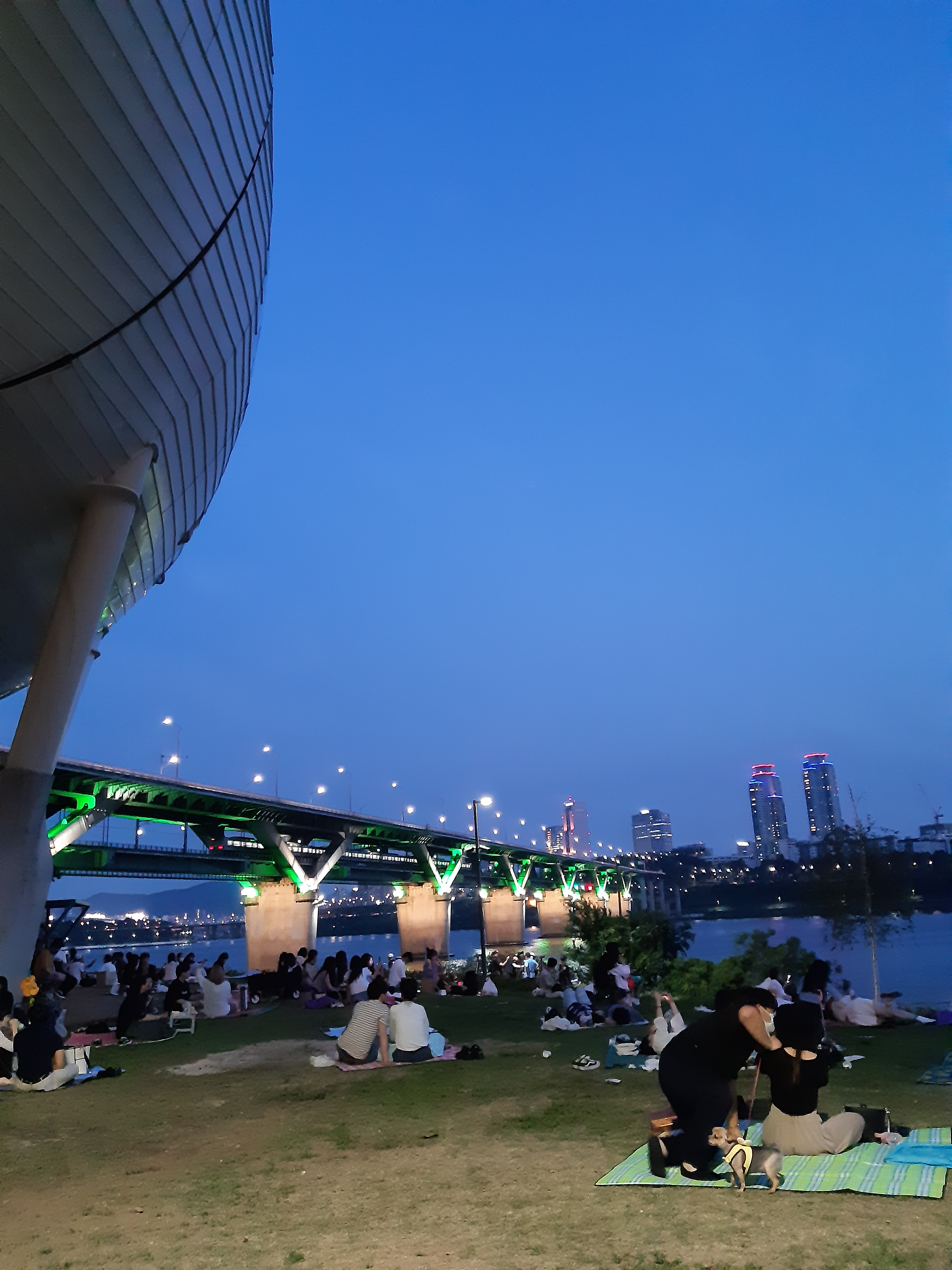

## 관리부서
- 도로교 : 서울특별시 도시기반시설본부 시설안전부
- 철도교 : 서울교통공사

## 같이 보기
- 다리
- 서울
- 한강
- 뚝섬
- 서울 지하철 7호선